# St. Bartholomäus (Bad Bergzabern)
Die Kirche St. Bartholomäus ist neben der katholische Kirche St. Martin  eine von zwei römisch-katholischen Kirchen innerhalb der Stadt Bad Bergzabern. Sie steht unter Denkmalschutz.

## Lage
Die Kirche befindet sich im Stadtteil Blankenborn in der Straße Zum Abtskopf. Um sie herum befindet sich ein ausschließlich katholisch genutzter Friedhof.

## Geschichte
Beim Gebäude handelt es sich um einen dreiachsigen barocken Walmdachbau mit Dachreiter, der 1765 entstand. Aus dieser Zeit stammt der erhaltene Hochaltar. Der Baumeister ist unbekannt. 1970 sowie in den Jahren 2003 und 2004 fanden Renovierungen statt. Bis Ende 2015 fungierte als Filiale der in Birkenhördt ansässigen Pfarrei St. Gallus; seit 2016 bildet sie eine Filiale der in Bad Bergzabern ansässigen Pfarrei Hl. Edith Stein.